# Scriptania graphica
Scriptania graphica là một loài bướm đêm trong họ Noctuidae.